# Steven M. Wise
Steven M. Wise, né le 19 décembre 1950 dans le Maryland et mort le 15 février 2024 à Coral Springs (Floride), est un militant et juriste américain spécialisé en droit animal. 
Il enseigne cette discipline dans différentes institutions : faculté de droit de Harvard, Vermont Law School et John Marshall Law School. Il est aussi un ancien président du Animal Legal Defense Fund (en) mais également le fondateur et président du Nonhuman Rights Project, une organisation qui cherche à modifier le statut juridique de certains animaux non humains.

## Biographie
Steven M. Wise naît le 19 décembre 1950 dans l’État du Maryland. 
Il suit une formation de premier cycle en chimie au Collège de William et Mary à Williamsburg (Virginie) et y obtient un bachelor of science sanctionnant quatre années d'études. Il s'intéresse alors à la politique par son implication dans le mouvement d'opposition à la guerre du Viêt Nam. Il étudie ensuite le droit à l'Université de Boston et y obtient son diplôme de Juris Doctor en 1976, avant de devenir avocat spécialisé en dommages corporels. C'est en lisant La Libération animale de Peter Singer paru en 1975, qu'il trouve l'inspiration pour se spécialiser dans le domaine du droit animal. 
Il fonde ensuite le Nonhuman Rights Project, une organisation qui cherche à modifier en common law le statut juridique de certains animaux non humains. 
Il vit à Coral Springs en Floride avec ses enfants.   
Il enseigne le droit animal dans différentes institutions : lecteur à la faculté de droit de Harvard, professeur à temps partiel à la Vermont Law School (en) depuis 1990 et à la faculté de droit de l'université de l'Illinois à Chicago (en) depuis 1999, Lewis & Clark Law School et école vétérinaire de l'Université Tufts.   
Il préside l'Animal Legal Defense Fund (en)[Quand ?].   
Le Yale Law Journal l'a décrit comme « l'un des moteurs du mouvement des droits des animaux ».
Il meurt le 15 février 2024 à Coral Springs (Floride).

## Travail sur la personnalité juridique des animaux non humains
La position de Steven Wise est que certains animaux, en particulier des primates, répondent aux critères de la personnalité juridique et devraient donc bénéficier de certains droits et protections. Les critères en question sont que l'animal soit capable de désirer des choses, puisse agir de manière intentionnelle pour acquérir ces choses, et puisse avoir un sens de soi, c'est-à-dire savoir qu'il existe. Il affirme que les chimpanzés, les bonobos, les éléphants, les perroquets, les dauphins, les orangs-outans et les gorilles répondent à ces critères. 
Steven Wise fait valoir que ces animaux devraient ainsi avoir une personnalité juridique, qui leur serait conférée pour les protéger des « atteintes graves à leur intégrité corporelle et à leur liberté corporelle ». Sans personnalité juridique, écrit-il, on est « invisible au droit civil ». 
Dans son livre Tant qu'il y aura des cages, il présente des exemples de primates qui, selon lui, ont souffert de manière injustifiée, comme Jerom, un chimpanzé qui vivait seul dans une petite cage au Centre national de recherche sur les primates Yerkes, sans accès à la lumière du soleil, après avoir été infecté par une souche du Virus de l'immunodéficience humaine (VIH) à l'âge de trois ans, une autre à l'âge de quatre ans et une troisième à l'âge de cinq ans, avant de décéder en 1996 à l'âge de 14 ans. 
Il y raconte également l'histoire de Lucy, une chimpanzé de six ans qui a appris la langue des signes américaine avec le primatologue Roger Fouts et qui a été élevée par Maurice K. Temerlin, notamment à préparer et servir le thé. Les Temerlin ne pouvant plus prendre soin d'elle lorsqu'elle atteint l'âge de douze ans, elle est alors envoyée dans un centre de réhabilitation pour chimpanzés au Sénégal, puis transportée par avion en Gambie, où elle a été abattue et écorchée par un braconnier, ses pieds et ses mains coupés pour être vendus comme trophées. 
Le documentaire Unlocking the Cage (2016) suit Steven Wise dans sa lutte pour les droits des chimpanzés. 
Avec son association, il défend en 2013 Hercule et Leo, deux chimpanzés utilisés pour des expériences scientifiques à l'université d'État de New York à Stony Brook. La juge de la Cour suprême de New York, Barbara Jaffe, leur reconnaît le droit de bénéficier d'une audience et aux avocats d’utiliser l'Habeas Corpus, une ordonnance qui interdit l'emprisonnement sans jugement, pour les défendre,.

## Œuvres

### Livres
Steven Wise a écrit quatre livres. Il est l'auteur de An American Trilogy  (2009), dans laquelle il raconte comment un lopin de terre de Tar Heel (Caroline du Nord), fut d'abord le lieu de vie des Amérindiens, puis une plantation esclavagiste, et enfin un site d'élevage porcin industriel et du plus grand abattoir du monde. Dans Though the Heavens May Fall (2005), il raconte le procès de James Somersett en Angleterre en 1772 (en), un homme noir sauvé d'un navire se dirigeant vers les marchés aux esclaves des Antilles, qui a donné une impulsion au mouvement visant à abolir l'esclavage en Grande-Bretagne et aux États-Unis. Dans Drawing the Line (2002), il décrit l'intelligence relative des animaux non humains et des êtres humains. Dans Tant qu'il y aura des cages (2000, trad. 2016), il soutient que certains droits légaux fondamentaux devraient être étendus aux chimpanzés et aux bonobos. 
- (en) Steven M. Wise (préf. Jane Goodall), Rattling the Cage : Toward Legal Rights for Animals, Cambridge (Massachusetts), Perseus Books, 2000, 362 p. (ISBN 978-0-7382-0437-6)
  - Steven M. Wise (trad. David Chauvet), Tant qu'il y aura des cages : Vers les droits fondamentaux des animaux, Villeneuve-d'Ascq, Presses universitaires du Septentrion, 2016, 360 p. (ISBN 978-2-7574-1268-8)
- (en) Steven M. Wise, Drawing the Line : Science and the Case for Animal Rights [« Tracer la ligne : La Science et le dossier des droits des animaux »], Cambridge (MA), Perseus Books, 2002, 336 p. (ISBN 978-0-7382-0810-7)
- (en) Steven M. Wise, Though the Heavens May Fall : The Landmark Trial That Led to the End of Human Slavery [« Bien que le ciel puisse tomber : Le Procès historique qui a conduit à la fin de l'esclavage humain »], Philadelphie, Da Capo Press, 2005, 320 p. (ISBN 978-0-306-81450-1)
- (en) Steven M. Wise, An American Trilogy : Death, Slavery and Dominion Along the Banks of the Cape Fear River [« Une Trilogie américaine : Mort, esclavage et domination sur les berges de la rivière Cape Fear »], Philadelphie, Da Capo Press, 2009, 289 p. (ISBN 978-0-7867-4539-5, lire en ligne)[10]

### Chapitres de livres
- (en) Steven M. Wise, « Animal law and animal sacrifice: Analysis of the U.S. Supreme Court Ruling on Santaria animal sacrifice in Hialeah », dans Paul Waldau et Kimberly Patton, A Communion Of Subjects - Animals in Religion, Science, and Ethics, Columbia University Press, 2006 (ISBN 978-0-2311-3642-6)
- (en) Steven M. Wise, « Entitling Nonhuman Animals to Fundamental Legal Rights on the Basis of Practical Autonomy », dans Jacky Turner et Joyce D'Silva, Animals, Ethics, and Trade: The Challenge of Animal Sentience, Earthscan, 2006 (ISBN 978-1-8440-7255-2)
- (en) Steven M. Wise, « Resources on Animals and the Law », dans John M. Kistler, Animals are the Issue: Library Resources on Animal Issues, Haworth Press, 2004 (ISBN 978-0-7890-2489-3)
- (en) Steven M. Wise, « Animal Rights, One Step at a Time », dans Cass Sunstein et Martha Nussbaum, Animal Rights: Current Debates and New Directions, Oxford University Press, 2004 (ISBN 978-0-1953-0510-4)
- (en) Steven M. Wise, « A Great Shout - Breaking the Barriers to Legal Rights for Great Apes », dans Benjamin B. Beck, Tara S. Stoinski, Michael Hutchins et Terry L. Maple, Great Apes and Humans: The Ethics of Coexistence, Smithsonian Institution Scholarly Press, 2001 (ISBN 978-1-5609-8969-1)